# Bakir Izetbegović
Bakir Izetbegović (Sarajevo, 28. lipnja 1956.), bošnjački bosanskohercegovački političar i bivši član Predsjedništva BiH od 2010. do 2018., predsjednik SDA od 2015. Od 2006. do 2010. bio je zastupnik u Zastupničkom domu PS BiH, a od 2002. do 2006. zastupnik u Zastupničkom domu PFBiH.
Izgubio je na unutarstranačkim izborima za predsjednika stranke, 2009., od Sulejmana Tihića, koji uživa potporu međunarodne zajednice. Zbog njegovog protivljenja propao je Prudski proces o federalizaciji BiH na četiri federalne jedinice 2009., kojeg su vodili Tihić te predsjednik HDZ-a BiH Dragan Čović i predsjednik SNSD-a Milorad Dodik. Sin je Alije Izetbegovića.

## Životopis
Bakir Izetbegović rođen je u Sarajevu gdje je završio osnovnu i srednju školu. Nakon toga pohađao je Fakultet arhitekture u Sarajevu, na kojemu je diplomirao 1981. Godinu dana nakon diplomiranja, zaposlio se u konzultantskoj firmi "Konsalting" u Sarajevu, gdje je radio do 1991.
Početkom 1990-ih postao je član SDA, koju je 1990. osnovao njegov otac Alija Izetbegović. Ravnatelj Zavoda za izgradnju Sarajevske županije postao je 1991. Iduće godine izabran je za člana županijskog odbora SDA. Tijekom rata u BiH bio je očev osobni tajnik do 1994. Aktivno je sudjelovao u pripremama za rat protiv Vojske Republike Srpske te u izgradnji Sarajevskog tunela.
Između 1995. i 1997. bio je član Upravnog odbora FK Sarajeva, te od 1997. do 2000. član Upravnog odbora KK Bosne. Također je od 1999. do 2003. bio član Upravnog odbora muslimanskog humanitarnog društva "Merhamet", te od 2000. do 2003. član Sabora Islamske zajednice BiH.
Na općim izborima 2000. bio je kandidat za zastupnika u Skupštini Sarajevske županije, te je izabran s 6729 glasova. U Skupštini je bio predsjedatelj Kluba zastupnika SDA. Iduće godine izabran je za člana Glavnog odbora i Predsjedništva SDA. Na općim izborima održanim te godine, bio je kandidat za zastupnika u Zastupničkom domu PFBiH. Zastupnički mandat je dobio osvojivši 5971 glas. Iduće godine prestao je raditi u "Konsaltingu". U rujnu 2003. radio je na projektu obnove Gazi Husrev-begove knjižnice, nakon čega je prekinuo i radni odnos u županijskom Zavodu za izgradnju. Iste godine imenovan je potpredsjednikom stranke. Nakon što je u listopadu 2003., umro Alija Izetbegović, na čelo stranke došao je Sulejman Tihić.
Od srpnja 2005. bio je konzultant u izgradnji BBI centra u Sarajevu, gdje je ostao do srpnja 2006. Te godine prestao je biti član Glavnog odbora i Predsjedništva stranke. Na općim izborima 2006. bio je kandidat za zastupnika u Zastupničkom domu PS BiH. Osvojio je 23 505 glasova i dobio zastupnički mandat. U Zastupničkom domu je bio predsjedatelj Kluba zastupnika SDA. Bio je i predsjedatelja izaslanstva BiH u Vijeću Europe.
Tihić se, kao čelnik stranke, ogradio od ekstremizma odbacivši unitarističke zahtjeve za ukidanjem Republike Srpske, u čemu je uživao i Izetbegovićevu podršku. U ožujku 2008. Tihić je ušao u Prudski proces zajedno s predsjednikom HDZ-a BiH Draganom Čovićem i predsjednikom SNSD-a Miloradom Dodikom u sklopu kojeg su raspravljane ustavne promjene i federalizacija BiH. Kritiziran je od jedne skupine članova SDA i optužen da je dao previše ustupaka u vrijeme pregovora. Skupina nezadovoljnika Tihićevim vođenjem strnke je porasla, a Izetbegović je najavio da će mu se suprotstaviti u izborima za predsjednika stranke na Petom kongresu SDA. U tome je imao i podršku tvrdolinijaša iz SDA. No, kako je javno podržavao Tihićev angažman u Prudskom procesu, iako je bilo jasno da se od njega ograđuje, unio je zbunjenost unutar članstva stranke.
Pred Kongres, Izetbegović i Adnan Terzić su izjavili da će napustiti stranku ako ne budu izabrani za predsjednika. Peti kongres održan je u Sarajevu 26. svibnja 2009. Na njemu su izbile velike tenzije i žestoka rasprava između 767 izaslanika. Unatoč kritikama, Tihić je dobio 425 glasova i ponovno je bio izabran za predsjednika. Izetbegović je bio drugi, a Terzić je dobio najmanje glasova. Tihićevu pobjedu pozdravila je i međunarodna zajednica, koja je strahovala da bi pobjeda Izetbegovićeve tvrdolinijaške struje mogla opstruirati napredak oko ustavnih reformi.
Na općim izborima održanim iduće godine, bio je kandidat SDA za bošnjačkog člana Predsjedništva BiH. Izbore je dobio sa 162 831 glasom. Na Programsko-izbornoj konvenciji SDA održanoj u Sarajevu 1. veljače 2014., Izetbegović je jednoglasno izabran za zamjenika predsjednika, a Tihić ponovno za predsjednika stranke.
Nakon rata u BiH, kao ravnatelj županijskog Zavoda za izgradnju, organizirao je obnovu razrušenog Sarajeva. Vodio je projekte koji su omogućili snabdijevanje grada vodom bez redukcija, sanaciju sanitarnog deponija, izgradnju Zapadnog ulaza, obnovu rasvjete, obnove stanova, Vijećnice, hotela Evropa, izgradnju 500 stanova za veterane na Bačićkom Polju, naselja Šip sa stanovima za veterane i pratećim objektima. U ime Zavoda za izgradnju Sarajevske županije, u suradnji s gradskim vlastima Mostara, uspostavio je Ravnateljstvo za obnovu razrušenog Mostara. Organizirao je, ili značajno pomogao, u izgradnji nekoliko sarajevskih džamija (Istiklal, Kralj Fahd, Koševo, Jordanska džamija, Malezijska džamija, Sokolje) i Plave džamije u Donjem Vakufu. Također je pomogao rad Sarajevo Film Festivala i muzeja suvremene umjetnosti Ars Aevi.

## Privatni život
Izetbegović je oženjen Sebijom Izetbegović s kojom ima kćer Jasminu. Govori engleski jezik.